# Ligarögbi
A ligarögbi a hagyományos 15 fős (uniós) rögbiből vált ki a 19. század végén. A játék célja ugyanaz: a labdát letenni az ellenfél célterületén. A játék során a labdát lehet előre vinni és rúgni, de passzolni csak hátrafelé szabad.

## Története
Az első rögbiligát (Rugby League) 1895 augusztusában alakították meg a George Hotelben, Huddersfieldben, Angliában. Észak-Anglia 21 klubjának problémája volt az akkori rögbiszövetséggel (a Rugby Football Unionnal), mert az nem engedte, hogy a sérült játékosok pénz kapjanak. Az új játékot északi uniósnak nevezték el, de később új nevet kapott: ligarögbi. A ligarögbi mostanra átalakult a világ egyik leggyorsabb, leglátványosabb, legkeményebb sportjává, amit sok millió ember néz például Ausztráliában, Új-Zélandon, Angliában, Oroszországban, Amerikában.
Magyarországon az uniós rögbisek kezdték el játszani, beépítve az edzésprogramjukba, hiszen nagyon jó erőnlétet és stabil fogást kíván.

## Szabályai: 13 + 1
1. A mérkőzés 80 percig (2 × 40) tart, közte 10 perc szünet van.
2. A ligarögbipálya mérete megegyezik a focipálya méretével.
3. A csapatokból 13-13 játékos van egyszerre a pályán, és még 4 cserejátékos nevezésére van lehetőség. Összesen 12 alkalommal lehet cserélni.
4. Ha egy játékost megfogtak, annak azonnal fel kell állnia, s a labdát hátra kell görgetnie a lábai között.
5. Egy játékos akkor számít fogottnak, ha annak labdát fogó keze földet ér, s ekkor a bíró bekiáltja, hogy a játékos „fogott”.
6. A támadó csapatnak 6 lehetősége van elérni a célterületet.
7. Ha a labdát a célterületre bejuttatja a támadó csapat, és ott leteszi a földre, 4 pontot kap.
8. A sikeres kapura rúgásért 2 pont jár, legyen ez cél utáni jutalomrúgás vagy büntetőrúgás.
9. Amikor a csapat elhasználja a 6 támadási lehetőségét, át kell adniuk a labdát az ellenfélnek. Hogy ezt elkerüljék, általában elrúgják a labdát.
10. Fogás után a védekező csapatból csak 2 játékos tartózkodhat a 10 méteres sávban, a többieknek hátra kell húzódniuk.
11. Ha oldalt kimegy a labda, a vétlen csapat indul a labdával, ugyanúgy, mintha büntető indulás lenne.
12. Ha a labda hátul megy ki, drop rúgás következik, az alapvonalról vagy a 20 méteres vonalról, attól függően, hogy ki juttatta a labdát a célterületre.
13. A veszélyes fogás, ütés, gáncsolás azonnal piros lapot érdemel, azaz végleges kiállítást. Az időhúzás, az ellenfél akadályozása sárga lapot ér, ami 10 perces kiállítást jelent.
+1. A ligarögbi abban különbözik az uniós rögbitől, hogy itt nincs bedobás, csomag és nyílt toli.

## Posztok
A ligarögbiben egyszerre 13 játékos van a pályán. A mezszámozás az uniós rögbihez képest fordított, és nincsenek leválók.
1 Full back Fogó
2 Wing Szélső
3 Centre Center
4 Centre Center
5 Wing Szélső
6 Fly half Irányító
7 Scrum half Nyitó
8 Prop Pillér
9 Hooker Sarkazó
10 Prop Pillér
11 Second Row Második soros
12 Second Row Második soros
13 Lock Összefogó

## Nemzeti csapatok a ligarögbiben
A következő listában találhatók a nemzeti válogatottak. 

### RLIF tagok
A következő nemzetek tagjai a RLIF-nek.(Rugby League International Federation)
| Csapat          | Becenév         | Első szereplés nemzetközi versenyen |
| --------------- | --------------- | ----------------------------------- |
| Ausztrália      | The Kangaroos   | 1908                                |
| Cook-szigetek   | The Cooks       | 1988                                |
| Fiji            | The Batis       | 1992                                |
| Franciaország   | The Chanticlers | 1934                                |
| Nagy-Britannia  | The Lions       | 1907                                |
| Új-Zéland       | The Kiwis       | 1907                                |
| Pápua Új-Guinea | The Kumuls      | 1975                                |
| Oroszország     | The Bears       | 1993                                |
| Szamoa          |                 | 1988                                |
| Dél-Afrika      | The Rhinos      | 1963                                |
| Tonga           | Mate Ma’a Tonga | 1988                                |

### Nem szövetségi tagok
- Argentína
- Amerikai Szamoa
- Kanada
- Anglia
- Észtország
- Grúzia
- Németország
- Görögország
- Írország
- Olaszország
- Jamaica
- Japán
- Libanon
- Málta
- Moldávia
- Marokkó
- Portugália
- Új-Kaledónia
- Hollandia
- Niue
- Norfolk-szigetek
- Skócia
- Szerbia
- Szingapúr
- Salamon-szigetek
- Tokelau
- Amerikai Egyesült Államok
- Wales
- Nyugat-India

## Legnagyobb versenyek

### Világbajnokság
A Ligarögbi világbajnoksága Nemzetközi Ligarögbi Szövetség (Rugby League International Federation, RLIF) által szervezett nemzetek közötti megmérettetés. Az első tornát 1954-ben rendezték Franciaországban, 33 évvel megelőzve az első uniós [rögbi] vb-t. 2008-ban Ausztrália adott otthont a ligarögbisek fő versenyének, melynek döntőjében Új-Zéland 34-20 arányban legyőzte a korábban kilencszeres világbajnok Ausztráliát.

### Három Nemzet Tornája
A Ligarögbi Három Nemzet Tornája (Rugby League Tri-Nations) jelenlegi megnevezésén a Gillette Tri-Nations, 1999 óta Ausztrália, Új-Zéland és Nagy-Britannia válogatottjának versenye.

### Carnegie World Club Challenge
A Super League és az NRL bajnokának megmérettetése.
2007 - St. Helen - Brisbane Broncos 18-14
2008 - Leeds Rhinos - Melbourne Storm

### Super League
A Super League az angol bajnokságnak felel meg.

### National Rugby League
Az NRL Ausztrália és Új-Zéland közös hivatásos ligarögbi bajnoksága.

## A ligarögbi 9 fős változata
A ligarögbinek is megvan a saját kis játékosszámú változata. Itt 9-en vannak egy csapatban, ebből 3 tolongás. A szabályok szinte teljesen megegyeznek a 13 fős változatéval, csak a mérkőzés rövidebb (15 perc).
Ezt a változatot általában tornák, fesztiválok keretében játsszák. 
A legnagyobb 9-es tornák:
York International 9s
Middlesex 9s
Lezignan 9s
Scott McRorrie 9s

## Külső hivatkozások
- Rugby League European Federation Archiválva 2010. október 6-i dátummal a Wayback Machine-ben
- The Rugby Football League
- National Rugby League
- Harcosok – Alakuló magyar liga rögbi csapat
- 25 years of States of Origins video (Queensland / New South Wales)